# Elecciones estatales de Goiás de 2022
Las elecciones estatales de 2022 en Goiás se realizaron el 2 de octubre, como parte de las elecciones generales. Los que tenían derecho a voto en Goiás eligieron a sus representantes en la siguiente proporción: 16 diputados federales, un senador y 41 diputados estaduales.
El gobernador y el vicegobernador elegidos en esta elección servirán unos días más. Esto se debe a la Enmienda Constitucional n.º 111, que modificó la Constitución y estipuló que el mandato de los gobernadores de los estados y del Distrito Federal debía comenzar el 6 de enero después de la elección. Sin embargo, los candidatos electos en esta elección tomarán posesión el 1 de enero de 2023 y entregarán su cargo el 6 de enero de 2027.
El actual gobernador es Ronaldo Caiado, de Unión Brasil, elegido en 2018 en primera vuelta con 1 773 185 votos, equivalentes al 59,73 % de los votos válidos, y con derecho a la reelección. Para la elección al Senado Federal, la vacante ocupada por Luiz Carlos do Carmo, del PSC, está en disputa.

## Calendario electoral
| Calendario electoral       | Calendario electoral                                                                      |
| -------------------------- | ----------------------------------------------------------------------------------------- |
| 15 de mayo                 | Inicio del financiamiento para precandidatos                                              |
| 20 de julio al 5 de agosto | Convenciones partidarias para elegir candidatos y coaliciones                             |
| 2 de octubre               | Primera vuelta de las elecciones                                                          |
| 7 al 28 de octubre         | Publicidad electoral gratuita en radio y televisión relativa a una posible segunda vuelta |
| 30 de octubre              | Posible segunda vuelta electoral                                                          |
| hasta el 19 de diciembre   | Diplomatura de los elegidos por el Tribunal Electoral                                     |

## Candidatos
Las convenciones del partido comenzaron el 20 de julio y se prolongaron hasta el 5 de agosto. Los siguientes partidos políticos ya han confirmado sus candidaturas. Los partidos políticos tienen hasta el 15 de agosto de 2022 para registrar formalmente a sus candidatos.
Nota: el siguiente cuadro está organizado en orden alfabético de candidatos, según el nombre registrado en el Tribunal Electoral.

### Candidatos oficiales
| Governador(a)      | Governador(a) | Governador(a) | Vice-Governador(a) | Vice-Governador(a) | Vice-Governador(a) | Nª | Coalición / Federación                                                            | Tiempo en franja |
| Candidato          | Partido       | Partido       | Candidato          | Partido            | Partido            | Nª | Coalición / Federación                                                            | Tiempo en franja |
| ------------------ | ------------- | ------------- | ------------------ | ------------------ | ------------------ | -- | --------------------------------------------------------------------------------- | ---------------- |
| Cíntia Dias        |               | PSOL          | Edson Braz         |                    | REDE               | 50 | Federación (PSOL, REDE)                                                           | 23s              |
| Edigar Diniz       |               | NOVO          | Jamil Said         |                    | NOVO               | 30 |                                                                                   | 20s              |
| Gustavo Mendanha   |               | PATRI         | Heuler Cruvinel    |                    | PATRI              | 51 | Estado Inteligente PATRI, REP, AGIR, DC, PMN, PMB                                 | 58s              |
| Helga Martins      |               | PCB           | Lindomar Santos    |                    | PCB                | 21 |                                                                                   |                  |
| Reinaldo Pantaleão |               | UP            | Luciana Amorim     |                    | UP                 | 80 |                                                                                   |                  |
| Ronaldo Caiado     |               | UNIÃO         | Daniel Vilela      |                    | MDB                | 44 | Para Seguir al Frente UNIÃO, MDB, PP, PSC, SD, PSD, AVANTE, PODE, PRTB, PDT, PROS | 5m6s             |
| Vitor Hugo         |               | PL            | Keila Borges       |                    | PL                 | 22 |                                                                                   | 51s              |
| Wolmir Amado       |               | PT            | Fernando Tibúrcio  |                    | PSB                | 13 | Juntos por Goiás y por Brasil FE Brasil (PT, PCdoB, PV), PSB                      | 2m19s            |

### Candidaturas rechazadas
| Gobernador      | Gobernador | Gobernador | Vicegobernadora | Vicegobernadora | Vicegobernadora | Nª | Coalición / Federación |
| Candidato       | Partido    | Partido    | Candidato       | Partido         | Partido         | Nª | Coalición / Federación |
| --------------- | ---------- | ---------- | --------------- | --------------- | --------------- | -- | ---------------------- |
| Vinícius Paixão |            | PCO        | Maria Letícia   |                 | PCO             | 29 |                        |

TRE-GO rechazó la candidatura de Vinícius Paixão para el Gobierno de Goiás porque no presentó la rendición de cuentas para las Elecciones de 2020, cuando se postuló como candidato a alcalde de Goiânia.

### Candidatos que declinaron
- José Eliton Júnior (PSB) – Gobernador de Goiás (2018–2019). El exgobernador retiró su candidatura. Dijo que no fue posible llegar a un consenso entre los negociadores de su campaña.[21]
- Marconi Perillo ( PSDB ) - Gobernador de Goiás (1999–2006, 2011–2018). Decidió lanzarse como candidato al Senado Federal, alegando resistencia en el PSDB nacional al querer imponer una candidatura con el apoyo del PT y del PSD.[22]

## Candidatos al Senado Federal
Nota: el siguiente cuadro está organizado en orden alfabético de candidatos, según el nombre registrado en el Tribunal Electoral.

### Candidatos oficiales
| Senador         | Senador                  | Senador      | Suplentes           | Suplentes | Suplentes    | Nª  | Coalición / Federación                                       | Tiempo en franja |
| Candidato       | Partido                  | Partido      | Candidatos          | Partido   | Partido      | Nª  | Coalición / Federación                                       | Tiempo en franja |
| --------------- | ------------------------ | ------------ | ------------------- | --------- | ------------ | --- | ------------------------------------------------------------ | ---------------- |
| Alexandre Baldy |                          | PP           | Humberto Alencastro |           | PP           | 111 |                                                              | 30s              |
| Alexandre Baldy | Flavia Cunha             | PP           |                     |           | PP           | 111 |                                                              | 30s              |
| Delegado Waldir |                          | UNIÃO        | Kelen de Tarcísio   |           | UNIÃO        | 444 |                                                              | 1m00s            |
| Delegado Waldir | Claudio Marques          | UNIÃO        |                     |           | UNIÃO        | 444 |                                                              | 1m00s            |
| Denise Carvalho |                          | PCdoB        | Jobim das Oliveiras |           | PV           | 651 | Juntos por Goiás y por Brasil FE Brasil (PT, PCdoB, PV), PSB | 1m15s            |
| Denise Carvalho | Paulo Alves              | PCdoB        |                     | PCdoB     |              | 651 | Juntos por Goiás y por Brasil FE Brasil (PT, PCdoB, PV), PSB | 1m15s            |
| João Campos     |                          | Republicanos | Joamar Rodrigues    |           | Republicanos | 100 | Estado Inteligente PATRI, REP, AGIR, DC, PMN, PMB            | 30s              |
| João Campos     | Alan do Sacolão          | Republicanos |                     |           | Republicanos | 100 | Estado Inteligente PATRI, REP, AGIR, DC, PMN, PMB            | 30s              |
| Leonardo Rizzo  |                          | NOVO         | Kim Abrao           |           | NOVO         | 300 |                                                              | 8s               |
| Leonardo Rizzo  | André Ramos              | NOVO         |                     |           | NOVO         | 300 |                                                              | 8s               |
| Manu Jacob      |                          | PSOL         | Humberto Chaves     |           | PSOL         | 500 | Federación (PSOL, REDE)                                      | 11s              |
| Manu Jacob      | Maria Luzia              | PSOL         |                     |           | PSOL         | 500 | Federación (PSOL, REDE)                                      | 11s              |
| Marconi Perillo |                          | PSDB         | Jalles Fontoura     |           | PSDB         | 456 | Federación (PSDB, Cidadania)                                 | 29s              |
| Marconi Perillo | Marcos Ermírio de Moraes | PSDB         |                     |           | PSDB         | 456 | Federación (PSDB, Cidadania)                                 | 29s              |
| Vilmar Rocha    |                          | PSD          | Simeyzon Silveira   |           | PSD          | 555 |                                                              | 28s              |
| Vilmar Rocha    | Itamar Barreto           | PSD          |                     |           | PSD          | 555 |                                                              | 28s              |
| Wilder Morais   |                          | PL           | Izaura Cardoso      |           | PL           | 222 |                                                              | 26s              |
| Wilder Morais   | Hélio Araújo             | PL           |                     |           | PL           | 222 |                                                              | 26s              |

### Candidaturas rechazadas
| Senador        | Senador       | Senador | Suplentes       | Suplentes | Suplentes | Nª  | Coalición / Federación |
| Candidato      | Partido       | Partido | Candidatos      | Partido   | Partido   | Nª  | Coalición / Federación |
| -------------- | ------------- | ------- | --------------- | --------- | --------- | --- | ---------------------- |
| Antônio Paixão |               | PCO     | Eduardo Sugizak |           | PCO       | 290 |                        |
| Antônio Paixão | Viviane Akash | PCO     |                 |           | PCO       | 290 |                        |

TRE-GO rechazó la candidatura de Antônio Paixão para el Senado Federal por irregularidades en su afiliación partidaria.

### Candidaturas declinadas
- Luiz Carlos do Carmo (PSC) - Senador por Goiás (2019– presente ). El senador retiró su candidatura a la reelección por recomendación del partido de ayudar a la campaña de reelección de Ronaldo Caiado (UNIÃO).[33]

## Debates
| Fecha | Organizadores         | Mediador        | Cíntia (PSOL) | Diniz (NOVO) | Mendanha (PATRI) | Hugo (PL) | Caiado (UNIÃO) | Wolmir (PT) |
| ----- | --------------------- | --------------- | ------------- | ------------ | ---------------- | --------- | -------------- | ----------- |
| 25/08 | Portal 6 y UOL        | Rafael Tomazeti | P             | P            | P                | P         | A              | P           |
| 21/09 | O Popular CBN Goiânia | Luiz Geraldo    | P             | P            | P                | P         | A              | A           |
| 27/09 | TV Anhanguera Goiânia | Suelen Reis     | P             | P            | P                | P         | P              | P           |

## Encuestas de opinión

### Gobernador[34]
| Encuestadora                | Fecha                     | Muestra | Caiado UNIÃO     | Mendanha PATRI            | Hugo PL | Dias PSOL | Wolmir PT | Edigar NOVO | Martins PCB | Otros  | NS/NR  | Ventaja |       |       |       |       |        |        |
| --------------------------- | ------------------------- | ------- | ---------------- | ------------------------- | ------- | --------- | --------- | ----------- | ----------- | ------ | ------ | ------- | ----- | ----- | ----- | ----- | ------ | ------ |
| Encuestadora                | Fecha                     | Muestra | Serpes/O Popular | 26–29 de setembro de 2022 | 801     | 52,4 %    | 20,6 %    | 8,7 %       | 0,6 %       | Otros  | NS/NR  | Ventaja | 3,1 % | 0,4 % | 0,2 % | 0,1 % | 13,6 % | 31,6 % |
| AtlasIntel                  | 23–28 de setembro de 2022 | 1.600   | 45,3 %           | 24,9 %                    | 13,6 %  | 1,6 %     | 7 %       | 1 %         | 0,3 %       | 0,1 %  | 6,3 %  | 20,4 %  |       |       |       |       |        |        |
| Real Time Big Data          | 27–28 de setembro de 2022 | 1.000   | 53 %             | 20 %                      | 10 %    | 1 %       | 6 %       | 0 %         | 0 %         | -      | 10 %   | 33 %    |       |       |       |       |        |        |
| Paraná Pesquisas            | 23–27 de setembro de 2022 | 1.540   | 60,7 %           | 22,8 %                    | 10 %    | 1,4 %     | 2,6 %     | 1,4 %       | 0,3 %       | 0,8 %  | –      | 37,9 %  |       |       |       |       |        |        |
| Diário de Goiás/Diagnóstico | 21–25 de setembro de 2022 | 900     | 50,3 %           | 25,3 %                    | 6,4 %   | 0,2 %     | 1,1 %     | 0 %         | 0,2 %       | 0,4 %  | 15,9 % | 25 %    |       |       |       |       |        |        |
| Goiás Pesquisas/Mais Goiás  | 19–22 de setembro de 2022 | 1.050   | 42,84 %          | 23,76 %                   | 22,20 % | 0,55 %    | 7,98 %    | 0,92 %      | 0,46 %      | 1,28 % | –      | 19,08 % |       |       |       |       |        |        |
| Serpes/O Popular            | 20–22 de setembro de 2022 | 801     | 50,8 %           | 19,8 %                    | 9,2 %   | 0,5 %     | 2,4 %     | 0,2 %       | 0 %         | 0,2 %  | 18,1 % | 31 %    |       |       |       |       |        |        |
| Ipec                        | 19–21 de setembro de 2022 | 800     | 55 %             | 23 %                      | 6 %     | 1 %       | 3 %       | 0 %         | 1 %         | 1 %    | 10 %   | 33 %    |       |       |       |       |        |        |
| Paraná Pesquisas            | 15–19 de setembro de 2022 | 1.540   | 50,9 %           | 19,6 %                    | 6,9 %   | 0,4 %     | 2,5 %     | 0,4 %       | 0,4 %       | 0,3 %  | 18,5 % | 31,3 %  |       |       |       |       |        |        |
| Diário de Goiás/Diagnóstico | 14–18 de setembro de 2022 | 900     | 42,7 %           | 27,4 %                    | 5,9 %   | 0,1 %     | 1,6 %     | 0,2 %       | 0,2 %       | 0,1 %  | 20,2 % | 15,3 %  |       |       |       |       |        |        |
| Goiás Pesquisas/Mais Goiás  | 12–15 de setembro de 2022 | 1.050   | 40,95 %          | 24,1 %                    | 17,9 %  | 0,95 %    | 6,29 %    | 0,86 %      | 0,95 %      | 0,95 % | 7,04 % | 16,85 % |       |       |       |       |        |        |
| Serpes/O Popular            | 12–14 de setembro de 2022 | 801     | 52,4 %           | 16,2 %                    | 6 %     | 0,7 %     | 2,2 %     | 0,5 %       | 0,9 %       | 0,5 %  | 20,5 % | 36,2 %  |       |       |       |       |        |        |
| AtlasIntel                  | 4–8 de setembro de 2022   | 1.609   | 40,8 %           | 24,9 %                    | 14,3 %  | 1,1 %     | 6 %       | 0,6 %       | 0,5 %       | 0,7 %  | 11,2 % | 15,9 %  |       |       |       |       |        |        |
| Diário de Goiás/Diagnóstico | 8–11 de setembro de 2022  | 900     | 44,9 %           | 27 %                      | 5,2 %   | 0 %       | 1 %       | 0 %         | 1 %         | -      | 18,9 % | 17,9 %  |       |       |       |       |        |        |
| Goiás Pesquisas/Mais Goiás  | 5–8 de setembro de 2022   | 1.050   | 43,72 %          | 24,09 %                   | 18,9 %  | 1,43 %    | 6,85 %    | 1,43 %      | 0,95 %      | 2,1 %  | 8,29 % | 19,63 % |       |       |       |       |        |        |
| Serpes/O Popular            | 4–6 de setembro de 2022   | 801     | 53,9 %           | 19,2 %                    | 4,7 %   | 1,4 %     | 2,2 %     | 0,5 %       | 0,9 %       | 0,4 %  | 16,7 % | 34,7 %  |       |       |       |       |        |        |
| Diário de Goiás/Diagnóstico | 21–25 de agosto de 2022   | 900     | 45,1 %           | 24,8 %                    | 5,2 %   | 1,0 %     | 0,8 %     | 0 %         | 0,8 %       | 0,6 %  | 21,4 % | 20,3 %  |       |       |       |       |        |        |
| Goiás Pesquisas/Mais Goiás  | 22–24 de agosto de 2022   | 821     | 38,61 %          | 22,53 %                   | 16,44 % | 1,58 %    | 6,46 %    | 1,83 %      | 1,58 %      | 0,98 % | 9,99 % | 15,78 % |       |       |       |       |        |        |
| Real Time Big Data          | 23–24 de agosto de 2022   | 1.500   | 45 %             | 21 %                      | 10 %    | 2 %       | 5 %       | 1 %         | 0 %         | –      | 16 %   | 24 %    |       |       |       |       |        |        |
| Ipec                        | 22–24 de agosto de 2022   | 800     | 48 %             | 21 %                      | 4 %     | 1 %       | 0 %       | 1 %         | 2 %         | 2 %    | 21 %   | 27 %    |       |       |       |       |        |        |
| Serpes/O Popular            | 13–17 de agosto de 2022   | 801     | 47,7 %           | 19,7 %                    | 3,7 %   | 2,2 %     | 0,6 %     | 0,6 %       | 0 %         | 1,3 %  | 23,9 % | 28 %    |       |       |       |       |        |        |
| Paraná Pesquisas            | 3–7 de agosto de 2022     | 1.540   | 46,1 %           | 24,9 %                    | 9 %     | 0,7 %     | 1,7 %     | 0,3 %       | 0,5 %       | 0,3 %  | 16,4 % | 21,2 %  |       |       |       |       |        |        |
| Diário de Goiás/Diagnóstico | 4–7 de agosto de 2022     | 900     | 47,6 %           | 26 %                      | 5,9 %   | 1,7 %     | 0,9 %     | 0,7 %       | 0,4 %       | 0,4 %  | 16,5 % | 21,6 %  |       |       |       |       |        |        |

### Senador Federal
| Encuestadora                                                                         | Fecha                     | Muestra | Waldir UNIÃO     | Baldy PP                  | Marconi PSDB | Campos REP | Wilder PL | Vilmar PSD | Denise PCdoB | Rizzo NOVO | Otros  | NS/NR   | Ventaja |       |       |       |       |        |        |
| ------------------------------------------------------------------------------------ | ------------------------- | ------- | ---------------- | ------------------------- | ------------ | ---------- | --------- | ---------- | ------------ | ---------- | ------ | ------- | ------- | ----- | ----- | ----- | ----- | ------ | ------ |
| Encuestadora                                                                         | Fecha                     | Muestra | Serpes/O Popular | 26–29 de setembro de 2022 | 801          | 13,4 %     | 8,6 %     | 25,8 %     | 9,2 %        | 11,5 %     | Otros  | NS/NR   | Ventaja | 1,6 % | 5,6 % | 1,2 % | 0,9 % | 22,1 % | 12,4 % |
| Real Time Big Data                                                                   | 27–28 de setembro de 2022 | 1.000   | 16 %             | 7 %                       | 30 %         | 7 %        | 10 %      | 4 %        | 5 %          | 2 %        | 1 %    | 18 %    | 14 %    |       |       |       |       |        |        |
| Paraná Pesquisas                                                                     | 23–27 de setembro de 2022 | 1.540   | 14,2 %           | 4,7 %                     | 25,9 %       | 5,7 %      | 10,3 %    | 2,3 %      | 4,7 %        | 0,6 %      | 1,4 %  | –       | 11,7 %  |       |       |       |       |        |        |
| Diário de Goiás/Diagnóstico                                                          | 21–25 de setembro de 2022 | 900     | 17,4 %           | 4,6 %                     | 20,3 %       | 6,1 %      | 7 %       | 3,2 %      | 2,3 %        | 0,7 %      | 0,6 %  | 37,8 %  | 2,9 %   |       |       |       |       |        |        |
| Goiás Pesquisas/Mais Goiás                                                           | 19–22 de setembro de 2022 | 1.050   | 15,25 %          | 9,67 %                    | 18,58 %      | 5,83 %     | 19,92 %   | 4,17 %     | 3,33 %       | 2,83 %     | 1,25 % | 19,17 % | 1,34 %  |       |       |       |       |        |        |
| Serpes/O Popular                                                                     | 20–22 de setembro de 2022 | 801     | 13 %             | 5,2 %                     | 25,3 %       | 5,7 %      | 11,1 %    | 2,5 %      | 4,9 %        | 1,4 %      | 1,2 %  | 29,6 %  | 12,3 %  |       |       |       |       |        |        |
| Ipec                                                                                 | 19–21 de setembro de 2022 | 800     | 18 %             | 6 %                       | 28 %         | 9 %        | 5 %       | 4 %        | 6 %          | 3 %        | 1 %    | 21 %    | 10 %    |       |       |       |       |        |        |
| Paraná Pesquisas                                                                     | 15–19 de setembro de 2022 | 1.540   | 15,8 %           | 4,9 %                     | 22,1 %       | 6,8 %      | 7,5 %     | 3,9 %      | 3,2 %        | 0,7 %      | 1,5 %  | 33,5 %  | 6,3 %   |       |       |       |       |        |        |
| Diário de Goiás/Diagnóstico                                                          | 14–18 de setembro de 2022 | 900     | 13,2 %           | 3,9 %                     | 19,7 %       | 6,8 %      | 6,6 %     | 2,9 %      | 1,9 %        | 0,9 %      | 0,6 %  | 43,5 %  | 6,5 %   |       |       |       |       |        |        |
| Goiás Pesquisas/Mais Goiás                                                           | 12–15 de setembro de 2022 | 1.050   | 17,33 %          | 9,24 %                    | 21,71 %      | 6,29 %     | 16,67 %   | –          | –            | –          | –      | 16,38 % | 4,38 %  |       |       |       |       |        |        |
| Serpes/O Popular                                                                     | 12–14 de setembro de 2022 | 801     | 13 %             | 5 %                       | 25 %         | 6,9 %      | 5,4 %     | 3,4 %      | 5 %          | 1,2 %      | 1,1 %  | 31,8 %  | 12 %    |       |       |       |       |        |        |
| AtlasIntel                                                                           | 4–8 de setembro de 2022   | 1.609   | 13 %             | 7,2 %                     | 17,8 %       | 5,3 %      | 16,3 %    | 2,5 %      | 7,9 %        | 1,8 %      | 2,9 %  | 25,5 %  | 1,5 %   |       |       |       |       |        |        |
| Diário de Goiás/Diagnóstico                                                          | 8–11 de setembro de 2022  | 900     | 17,4 %           | 4,2 %                     | 25,2 %       | 5,9 %      | 5,9 %     | 2,9 %      | 2,1 %        | 1,1 %      | 1,6 %  | 33,5 %  | 7,8 %   |       |       |       |       |        |        |
| Goiás Pesquisas/Mais Goiás Archivado el 11 de septiembre de 2022 en Wayback Machine. | 5–8 de setembro de 2022   | 1.050   | 18,57 %          | 11,71 %                   | 16,48 %      | 6,10 %     | 16,67 %   | 2,57 %     | 2,57 %       | 2,86 %     | 1,14 % | 21,34 % | 1,9 %   |       |       |       |       |        |        |
| Serpes/O Popular                                                                     | 4–6 de setembro de 2022   | 801     | 18,5 %           | 3,4 %                     | 24,6 %       | 5,7 %      | 6,1 %     | 3,0 %      | 4,2 %        | 1,0 %      | 0,5 %  | 33 %    | 6,1 %   |       |       |       |       |        |        |
| Diário de Goiás/Diagnóstico                                                          | 21–25 de agosto de 2022   | 900     | 17,6 %           | 3 %                       | 25 %         | 4,8 %      | 5,1 %     | 4,2 %      | 1,2 %        | 1,3 %      | 0,9 %  | –       | 7,4 %   |       |       |       |       |        |        |
| Goiás Pesquisas/Mais Goiás                                                           | 22–24 de agosto de 2022   | 821     | 16,81 %          | 12,91 %                   | 16,93 %      | 6,21 %     | 14,37 %   | 2,68 %     | 3,78 %       | 5,72 %     | 2,19 % | 18,40 % | 0,12 %  |       |       |       |       |        |        |
| Real Time Big Data                                                                   | 23–24 de agosto de 2022   | 1.500   | 15 %             | 7 %                       | 27 %         | 8 %        | 7 %       | 6 %        | 2 %          | 1 %        | 2 %    | 25 %    | 12 %    |       |       |       |       |        |        |
| Ipec                                                                                 | 22–24 de agosto de 2022   | 800     | 18 %             | 4 %                       | 24 %         | 7 %        | 4 %       | 4 %        | 2 %          | 1 %        | 3 %    | 34 %    | 6 %     |       |       |       |       |        |        |
| Serpes/O Popular                                                                     | 13–17 de agosto de 2022   | 801     | 15,4 %           | 2,5 %                     | 24,7 %       | 6 %        | 4,7 %     | 3,6 %      | 2,4 %        | 2 %        | 2,5 %  | 36,2 %  | 9,3 %   |       |       |       |       |        |        |
| Diário de Goiás/Diagnóstico                                                          | 4–7 de agosto de 2022     | 900     | 19,4 %           | 3,4 %                     | 24,8 %       | 6,9 %      | 7,0 %     | –          | 2,7 %        | –          | –      | 35,7 %  | 5,4 %   |       |       |       |       |        |        |

## Resultados

### Gobernador
| Candidatos                | Candidatos                | Candidatos                | Votos     | %      |
| Gobernador/a              | Gobernador/a              | Vicegobernador/a          | Votos     | %      |
| ------------------------- | ------------------------- | ------------------------- | --------- | ------ |
|                           | Ronaldo Caiado (UNIÃO)    | Daniel Vilela (MDB)       | 1 806 892 | 51,81  |
|                           | Gustavo Mendanha (PATRI)  | Heuler Cruvinel (PATRI)   | 879 031   | 25,20  |
|                           | Víctor Hugo (PL)          | Keila Borges (PL)         | 516 579   | 14,81  |
|                           | Wolmir Amado (PT)         | Fernando Tiburcio (PSB)   | 243 651   | 6,98   |
|                           | Cintia Dias (PSOL)        | Edson Braz (REDE)         | 19 577    | 0,56   |
|                           | Edigar Diniz (NOVO)       | Jamil Said (NOVO)         | 9,565     | 0,27   |
|                           | Helga Martins (PCB)       | Lindomar Santos (PCB)     | 6,993     | 0,20   |
|                           | Reinaldo Pantaleao (UP)   | Luciana Amorim (UP)       | 5,400     | 0,15   |
|                           | Vinícius Paixão (PCO)     | María Leticia (PCO)       | 258       | 0.01   |
|                           |                           |                           |           |        |
| Votos válidos             | Votos válidos             | Votos válidos             | 3 487 598 | 91,61  |
| Votos en blanco           | Votos en blanco           | Votos en blanco           | 152 864   | 4,02   |
| Votos nulos               | Votos nulos               | Votos nulos               | 166 471   | 4,38   |
| Total                     | Total                     | Total                     | 3 812 597 | 100,00 |
| Registrados/Participación | Registrados/Participación | Registrados/Participación | 4 870 292 | 78,28  |

     EleitoEl candidato Vinícius Paixão (PCO) vio anulados sus votos por problemas en la rendición de cuentas de la elección anterior.

### Senador Federal
| Candidatos                | Candidatos                | Votos     | %      |
| ------------------------- | ------------------------- | --------- | ------ |
|                           | Wilder Morais (PL)        | 799 022   | 25,25  |
|                           | Marconi Perillo (PSDB)    | 626 662   | 19,80  |
|                           | Delegado Waldir (UNIÃO)   | 539 219   | 17,04  |
|                           | Alejandro Baldy (PP)      | 406 379   | 12,84  |
|                           | João Campos (REP)         | 350 222   | 11,07  |
|                           | Denise Carvalho (PCdoB)   | 299 013   | 9,45   |
|                           | Vilmar Rocha (PSD)        | 55 934    | 1,77   |
|                           | Manu Jacob (PSOL)         | 51 743    | 1,64   |
|                           | Leonardo Rizzo (NOVO)     | 35 998    | 1,14   |
|                           |                           |           |        |
| Votos válidos             | Votos válidos             | 3 164 192 | 83,11  |
| Votos en blanco           | Votos en blanco           | 310 369   | 8,15   |
| Votos nulos               | Votos nulos               | 332 630   | 8,74   |
| Total                     | Total                     | 3 812 597 | 100,00 |
| Registrados/Participación | Registrados/Participación | 4 870 292 | 78,28  |

### Diputados federales electos
Estos son los diputados federales elegidos para representar al Estado de Goiás en la Cámara de Diputados.
| Candidato          | Partido      | Votos   | Ciudad de origen         | Estado       |
| ------------------ | ------------ | ------- | ------------------------ | ------------ |
| Silvye Alves       | UNIÃO        | 254 653 | Goiânia                  | Goiás        |
| Gustavo Gayer      | PL           | 200 586 | Goiânia                  | Goiás        |
| Flavia Morais      | PDT          | 142 155 | Belo Horizonte           | Minas Gerais |
| Glaustin da Fokus  | PSC          | 117 981 | Goiânia                  | Goiás        |
| José Nelto         | PP           | 104 504 | TIros                    | Minas Gerais |
| Adriana Accorsi    | PT           | 96 714  | Itapuranga               | Goiás        |
| Adriano do Calvo   | PP           | 95 518  | Ciudad de Goiás          | Goiás        |
| Celio Silveira     | MDB          | 92 469  | Luziânia                 | Goiás        |
| Alcides Ribeiro    | PL           | 90 162  | Remanso                  | Bahía        |
| Zacarías Calil     | UNIÃO        | 87 919  | Goiânia                  | Goiás        |
| Rubens Otoni       | PT           | 83 539  | Goianésia                | Goiás        |
| Magda Mofatto      | PL           | 81 996  | Limeira                  | São Paulo    |
| Marussa Boldrin    | MDB          | 80 464  | Rio Verde                | Goiás        |
| Daniel Agrobom     | PL           | 70 529  | Uberlândia               | Minas Gerais |
| Jeferson Rodrigues | Republicanos | 56 026  | Goiânia                  | Goiás        |
| Ismael Alejandrino | PSD          | 54 791  | São Luís de Montes Belos | Goiás        |
| Lêda Borges        | PSDB         | 51 346  | Conquista                | Minas Gerais |

#### Por Partido/Federación
| N.º                       | Partido                                          | Votos     | %      | Escaños | ±           |
| ------------------------- | ------------------------------------------------ | --------- | ------ | ------- | ----------- |
| 22                        | Partido Liberal (PL)                             | 574.775   | 16,71  | 4       | 3           |
| 44                        | Unión Brasil (UNIÃO)                             | 373.859   | 10,87  | 2       | 2           |
| 11                        | Progresistas (PP)                                | 287.770   | 8,37   | 2       | Sin cambios |
| 13                        | Partido de los Trabajadores (PT)                 | 286.944   | 8,34   | 2       | 1           |
| 15                        | Movimento Democrático Brasileiro (MDB)           | 277.308   | 8,06   | 2       | 2           |
| 10                        | Republicanos (REP)                               | 273.442   | 7,95   | 1       | Sin cambios |
| 20                        | Partido Social Cristiano (PSC)                   | 186.292   | 5,42   | 1       | Sin cambios |
| 55                        | Partido Social Democrático (PSD)                 | 180.621   | 5,25   | 1       | Sin cambios |
| 12                        | Partido Democrático Laborista (PDT)              | 180.557   | 5,25   | 1       | Sin cambios |
| 45                        | Partido de la Social Democracia Brasileña (PSDB) | 178.411   | 5,19   | 1       | Sin cambios |
| 51                        | Patriota (PATRI)                                 | 149.111   | 4,34   | 0       | Sin cambios |
| 77                        | Solidaridad (SD)                                 | 135.025   | 3,93   | 0       | 1           |
| 40                        | Partido Socialista Brasileiro (PSB)              | 78.959    | 2,30   | 0       | 1           |
| 28                        | Partido Renovador Laborista Brasileño (PRTB)     | 65.807    | 1,91   | 0       | Sin cambios |
| 70                        | Avante (AVANTE)                                  | 59.406    | 1,73   | 0       | Sin cambios |
| 90                        | Partido Republicano de Orden Social (PROS)       | 32.078    | 0,93   | 0       | Sin cambios |
| 14                        | Partido Laborista Brasileiro (PTB)               | 28.453    | 0,83   | 0       | Sin cambios |
| 30                        | Partido Nuevo (NOVO)                             | 23.591    | 0,69   | 0       | Sin cambios |
| 19                        | Podemos (PODE)                                   | 20.644    | 0,59   | 0       | 1           |
| 36                        | Actuar (AGIR-36)                                 | 12.067    | 0,35   | 0       | Sin cambios |
| 33                        | Partido de la Movilización Nacional (PMN)        | 7.399     | 0,22   | 0       | Sin cambios |
| 50                        | Partido Socialismo y Libertad (PSOL)             | 6.366     | 0,19   | 0       | Sin cambios |
| 27                        | Democracia Cristiana (DC)                        | 5.583     | 0,16   | 0       | Sin cambios |
| 65                        | Partido Comunista de Brasil (PCdoB)              | 4.668     | 0,14   | 0       | Sin cambios |
| 23                        | Ciudadanía (Cidadania)                           | 3.875     | 0,11   | 0       | Sin cambios |
| 18                        | Red de Sostenibilidad (REDE)                     | 3.073     | 0,09   | 0       | Sin cambios |
| 23                        | Partido Comunista Brasileño (PCB)                | 2.405     | 0,07   | 0       | Sin cambios |
| 43                        | Partido Verde (PV)                               | 1.155     | 0,03   | 0       | Sin cambios |
|                           |                                                  |           |        |         |             |
| Votos válidos             | Votos válidos                                    | 3 439 644 | 90,34  |         |             |
| Votos en blanco           | Votos en blanco                                  | 219.507   | 5,77   |         |             |
| Votos nulos               | Votos nulos                                      | 148.040   | 3,89   |         |             |
| Total                     | Total                                            | 3 807 191 | 100,00 | 17      | Sin cambios |
| Registrados/Participación | Registrados/Participación                        | 4 864 247 | 78,27  |         |             |

### Diputados estatales electos
Relacionado con los 41 diputados estatales elegidos para ocupar las curules de la Asamblea Legislativa de Goiás.
| Candidato(a)         | Partido      | Votos  | Ciudad natal                | Estado         |
| -------------------- | ------------ | ------ | --------------------------- | -------------- |
| Bruno Peixoto        | UNIÃO        | 73.692 | Goiânia                     | Goiás          |
| Lucas do Vale        | MDB          | 55.747 | Rio Verde                   | Goiás          |
| Lucas Calil          | MDB          | 50.843 | Goiânia                     | Goiás          |
| Issy Quinan          | MDB          | 47.453 | Goiânia                     | Goiás          |
| Amilton Filho        | MDB          | 46.556 | Anápolis                    | Goiás          |
| Antônio Gomide       | PT           | 45.256 | Goianésia                   | Goiás          |
| Virmondes Cruvinel   | UNIÃO        | 42.925 | Goiânia                     | Goiás          |
| Lincoln Tejota       | UNIÃO        | 41.456 | Goiânia                     | Goiás          |
| Henrique César       | PSC          | 40.506 | Anápolis                    | Goiás          |
| Cairo Salim          | PSD          | 40.359 | Goiânia                     | Goiás          |
| Vivian Naves         | PP           | 38.574 | Goiânia                     | Goiás          |
| Jamil Calife         | PP           | 38.248 | Catalão                     | Goiás          |
| Paulo César Martins  | PL           | 37.638 | Quirinópolis                | Goiás          |
| Renato de Castro     | UNIÃO        | 35.842 | Goiânia                     | Goiás          |
| Amauri Ribeiro       | UNIÃO        | 35.060 | Trindade                    | Goiás          |
| Major Araújo         | PL           | 33.928 | Goiânia                     | Goiás          |
| Eduardo Prado        | PL           | 33.828 | Goiânia                     | Goiás          |
| Charles Bento        | MDB          | 33.280 | Goiânia                     | Goiás          |
| Wagner Neto          | PRTB         | 32.543 | Itapuranga                  | Goiás          |
| Talles Barreto       | UNIÃO        | 31.961 | Itapuranga                  | Goiás          |
| Ricardo Quirino      | Republicanos | 31.559 | Río de Janeiro              | Río de Janeiro |
| Veter Martins        | PATRI        | 30.836 | Fazenda Nova                | Goiás          |
| Wilde Cambão         | PSD          | 29.908 | Luziânia                    | Goiás          |
| Lineu Olimpio        | MDB          | 29.775 | Jaraguá                     | Goiás          |
| Clécio Alves         | Republicanos | 28.322 | Goiânia                     | Goiás          |
| Thiago Albernaz      | MDB          | 28.229 | Goiânia                     | Goiás          |
| Gustavo Sebba        | PSDB         | 27.973 | Catalão                     | Goiás          |
| André do Premium     | AVANTE       | 26.063 | Santo Antônio do Descoberto | Goiás          |
| Adailton Florentino  | PRTB         | 25.610 | Pirenópolis                 | Goiás          |
| Anderson Teodoro     | AVANTE       | 25.552 | Goiânia                     | Goiás          |
| Bia de Lima          | PT           | 24.391 | Serranópolis                | Goiás          |
| Alessandro Moreira   | PP           | 23.345 | Anápolis                    | Goiás          |
| José Machado         | PSDB         | 22.928 | Itapaci                     | Goiás          |
| Mauro Rubem          | PT           | 22.304 | Firminópolis                | Goiás          |
| Gugu Nader           | AGIR         | 21.743 | Araguari                    | Minas Gerais   |
| Julio Pina           | PRTB         | 21.243 | Alto Parnaíba               | Maranhão       |
| Zeli Fritsche        | PRTB         | 20.967 | Itaporanga                  | Santa Catarina |
| Rosângela Rezende    | AGIR         | 19.965 | Mineiros                    | Goiás          |
| Karlos Cabral        | PSB          | 18.777 | Rio Verde                   | Goiás          |
| Cristiano Galindo    | SD           | 17.788 | Trindade                    | Goiás          |
| Cristóvão Vaz Tormin | PATRI        | 17.484 | Luziânia                    | Goiás          |

#### Por Partido/Federación
| N.º                       | Partido                                          | Votos      | %      | Escaños | ±           |
| ------------------------- | ------------------------------------------------ | ---------- | ------ | ------- | ----------- |
| 15                        | Movimento Democrático Brasileiro (MDB)           | 439.589    | 12,79  | 7       | 4           |
| 44                        | Unión Brasil (UNIÃO)                             | 430.321    | 12,53  | 6       | Sin cambios |
| 28                        | Partido Renovador Laborista Brasileño (PRTB)     | 282.511    | 8,23   | 4       | 2           |
| 22                        | Partido Liberal (PL)                             | 241.138    | 7,02   | 3       | 3           |
| 13                        | Partido de los Trabajadores (PT)                 | 228.299    | 6,65   | 3       | 1           |
| 11                        | Progresistas (PP)                                | 209.375    | 6,09   | 3       | 2           |
| 10                        | Republicanos (REP)                               | 158.536    | 4,62   | 2       | Sin cambios |
| 36                        | Actuar (AGIR-36)                                 | 150.998    | 4,40   | 2       | 1           |
| 70                        | Avante (AVANTE)                                  | 140.751    | 4,10   | 2       | Sin cambios |
| 45                        | Partido de la Social Democracia Brasileña (PSDB) | 138.676    | 4,04   | 2       | 4           |
| 55                        | Partido Social Democrático (PSD)                 | 136.747    | 3,98   | 2       | Sin cambios |
| 51                        | Patriota (PATRI)                                 | 134.399    | 3,91   | 2       | 1           |
| 20                        | Partido Social Cristiano (PSC)                   | 113.085    | 3,29   | 1       | Sin cambios |
| 12                        | Partido Democrático Laborista (PDT)              | 104.986    | 3,06   | 0       | 1           |
| 40                        | Partido Socialista Brasileiro (PSB)              | 96.035     | 2,80   | 1       | Sin cambios |
| 77                        | Solidaridad (SD)                                 | 81.628     | 2,38   | 1       | 1           |
| 27                        | Democracia Cristiana (DC)                        | 76.950     | 2,24   | 0       | 2           |
| 35                        | Partido de la Mujer Brasileña (PMB)              | 70.901     | 2,06   | 0       | Sin cambios |
| 19                        | Podemos (PODE)                                   | 57.174     | 1,66   | 0       | Sin cambios |
| 14                        | Partido Laborista Brasileiro (PTB)               | 56.586     | 1,65   | 0       | 1           |
| 33                        | Partido de la Movilización Nacional (PMN)        | 31.554     | 0,92   | 0       | Sin cambios |
| 65                        | Partido Comunista de Brasil (PCdoB)              | 20.973     | 0,61   | 0       | Sin cambios |
| 30                        | Partido Nuevo (NOVO)                             | 17.031     | 0,50   | 0       | Sin cambios |
| 50                        | Partido Socialismo y Libertad (PSOL)             | 7.461      | 0,21   | 0       | Sin cambios |
| 23                        | Ciudadanía (Cidadania)                           | 4.878      | 0,14   | 0       | 1           |
| 43                        | Partido Verde (PV)                               | 1.941      | 0,06   | 0       | 1           |
| 23                        | Partido Comunista Brasileño (PCB)                | 1.042      | 0,03   | 0       | Sin cambios |
| 18                        | Red de Sostenibilidad (REDE)                     | 669        | 0,02   | 0       | Sin cambios |
| 29                        | Partido de la Causa Obrera (PCO)                 | 276        | 0,01   | 0       | Sin cambios |
|                           |                                                  |            |        |         |             |
| Votos válidos             | Votos válidos                                    | 8 635 753  | 87,29  |         |             |
| Votos en blanco           | Votos en blanco                                  | 644.435    | 6,51   |         |             |
| Votos nulos               | Votos nulos                                      | 613.470    | 6,20   |         |             |
| Total                     | Total                                            | 9 893 658  | 100,00 | 70      | Sin cambios |
| Registrados/Participación | Registrados/Participación                        | 12 809 126 | 77,24  |         |             |